# 코드닷오알지
코드닷오알지(Code.org)는 코딩 학습을 위해 만들어진 사이트이다. 미국 워싱턴주 시애틀에 본사가 있다. 코딩 작품을 만들 수 있게 해주는 비영리 단체다.

## 같이 보기
- 코드카데미
- 코세라
- 칸 아카데미
- 스크래치 (프로그래밍 언어)
- 유다시티
- 트리하우스 (기업)
- W3스쿨즈